# Бородай, Александр Юрьевич
Алекса́ндр Ю́рьевич Борода́й (род. 25 июля 1972, Москва, РСФСР, СССР) — российский государственный деятель, политолог, журналист (военный корреспондент), предприниматель. Депутат Государственной думы Федерального собрания Российской Федерации VIII созыва, член комитета Государственной думы по делам СНГ, евразийской интеграции и связям с соотечественниками с 12 октября 2021 года. Член фракции «Единая Россия».
16 мая 2014 года объявил себя председателем Совета министров подконтрольной России Донецкой Народной Республики (до 7 августа 2014). Генеральный советник, заместитель председателя Совета министров ДНР Александра Захарченко (8 августа — 20 октября 2014). Глава «Союза добровольцев Донбасса» с 2015 года.
Из-за российско-украинской войны находится под международными санкциями Евросоюза, США, Великобритании и ряда других стран.

## Биография
Родился 25 июля 1972 года в Москве в семье философа Юрия Бородая. Единокровная сестра — специалист по античной и средневековой философии Татьяна Бородай. А. А. Зиновьев и Л. Н. Гумилёв были друзьями семьи. У Бородая сохранилась совместная неопубликованная рукопись его отца и Гумилёва, посвящённая национальному вопросу.
В 1992 году, окончив второй курс философского факультета МГУ имени М. В. Ломоносова, принял участие в военном конфликте в Приднестровье на стороне ПМР. Его соратниками были В. А. Антюфеев, О. В. Берёза и А. Ю. Пинчук.
Принимал участие в событиях сентября-октября 1993 года в Москве на стороне Верховного совета РФ, противостоявшего президенту Борису Ельцину в составе одной из боевых групп, куда входили участники конфликта в Приднестровье, работавшие в службе безопасности МГТУ имени Н. Э. Баумана, где, по его словам, был «не самым главным, но и не самым рядовым». Имел непосредственное отношение к службе безопасности Фронта национального спасения и охранял И. В. Константинова.

Как вспоминает Бородай 
Да, я принимал участие в событиях 1993 года. Я тогда воспринимал власть откровенно как оккупационную, и я против неё воевал, потому что считал это морально, правильно. Потом власть переменилась идеологически, принципиально, и по делам переменилась.
В 1994 году окончил философский факультет Московского государственного университета имени М. В. Ломоносова и позже — аспирантуру, во время обучения в которой специализировался по социальной философии, занимался проблемами этнических конфликтов и теорией элит.
С декабря 1993 по июнь 1994 года работал экспертом Российского фонда реформ. С июня 1994 года, работая военным корреспондентом РИА Новости, освещал первую чеченскую войну, снимал телевизионные репортажи для НТВ, ОРТ. С 1996 года постоянный автор статей в газете «Завтра», а с 1997 года был военным обозревателем.
С марта по ноябрь 1998 года являлся советником по инвестициям в медиасферу председателя Круглого стола бизнеса России Геннадия Гафарова, при этом с июня 1998 года в основном работал как независимый PR-консультант. Участвовал в более чем десяти избирательных кампаниях разного уровня.
В сентябре 1999 года специальные корреспонденты газеты «Завтра» Александр Бородай и Игорь Стрелков (Бородай познакомился с ним в 1996 году благодаря О. И. Кулыгиной) вместе с бойцами спецназа МВД побывали в Кадарской зоне в Дагестане c целью посещения нескольких сёл, где проживали ваххабиты. В этом издании Бородай регулярно публикуется с 1996 года. Тематика его материалов — межнациональные отношения в странах бывшего СССР, армия, ситуация в Чечне и на Северном Кавказе.
В 2001—2002 годах занимал должность заместителя главного редактора журнала «Русский предприниматель».
С апреля 2001 года — соучредитель и генеральный директор консалтингового агентства «Социомастер», специализирующейся на консалтинге в кризисных ситуациях. В 2002 году ЗАО «Социомастер» заняло первое место в тендере ФПЦ «Электронная Россия» по проекту «Разработка и реализация концепции содействия международному сотрудничеству и внешнеэкономической деятельности в сфере ИКТ, в том числе с учётом процесса присоединения к ВТО». Результаты выполнения проекта на сайте Федеральных целевых программ не отражены.
В 2002 году Агентство политических новостей сообщило, что Бородай был назначен заместителем директора ФСБ России по информационной политике и спецпроектам. Сам Бородай 20 февраля 2017 года в передаче «Чай с Захаром» (ведущий Захар Прилепин) на телеканале Царьград ТВ по этому поводу отметил, что данная новость была шуткой С. А. Белковского, который сделал её на том основании, что среди знакомых Бородая было много «людей в погонах», являвшихся сотрудниками Министерства обороны России.
В феврале 2012 года Бородай создал (в качестве главного редактора) телевизионный канал «День-ТВ» — своеобразное видеоприложение к газете «Завтра»; по утверждению некоторых журналистов «День-ТВ» был создан для критики протестных выступлений на Болотной площади в 2011 году, и Бородай действительно обсуждал там эти протесты.
Примерно с 2011 года был консультантом предпринимателя Константина Малофеева и фонда Marshall Capital.
По данным базы данных СПАРК, наряду с Дмитрием Бочкарёвым и Владимиром Чехимовым является учредителем ООО «Фуд Сервис Плюс», зарегистрированного 10 января 2014 года, занимающегося ресторанным бизнесом.

### Российско-украинская война
По словам Бородая ещё до войны он несколько лет работал политическим консультантом на Украине, сотрудничал с «Партией регионов», «боролся» с Рабиновичем, Коломойским «чтобы отбить активы» и поэтому «хорошо знал украинский политикум».
13 апреля 2014 года в Интернете появились записи, обозначенные как переговоры сепаратистов, действующих на юго-восточных территориях Украины, в которой человек с позывным «Стрелок» докладывает об успешном убийстве представителей руководства Службы безопасности Украины в районе Славянска. СМИ предположили, что «Стрелком» являлся одним из руководителей сепаратистов Игорь Стрелков, а его собеседником — Александр Бородай.
16 мая 2014 года на 3 сессии Верховного Совета Донецкой Народной Республики был утверждён председателем Совета министров ДНР. В беседе с Прилепиным Бородай отметил, что с большой неохотой («выкурил две пачки сигарет, страшно матюгался») принял решение занять данный пост, поскольку привык всегда держаться в тени и до того как согласился, некоторое время пытался уговорить стать председателем Совета министров ДНР А. В. Захарченко, А. Е. Пургина и А. С. Ходаковского. В этой же беседе заявил, что возглавил правительство ДНР не 16 мая, как написано в Википедии, а 13 или 14 мая 2014 года.
На пресс-конференции 17 мая 2014 года в Донецке Бородай заявил, что власти Донецкой Народной Республики готовят запрос в МИД РФ с просьбой о вхождении в состав России или размещении российских военных баз на её территории, а также рассказал о подготовке объединения Луганской и Донецкой народных республик. Кроме того, он заявил, что как частное лицо принимал участие в аннексии Крыма Россией, и что в Донецке, Луганске и Крыму работает одна команда:

«Я не буду скрывать, что работал в Крыму… Это, в общем, одна когорта людей. Это непрерывный проект, если выражаться языком бизнеса».

 По его словам, одним из таких людей был Андрей Пинчук.
Служба безопасности Украины объявила Бородая в розыск по подозрению в создании террористической группы или террористической организации (ст. 258-3 УК Украины).
7 августа 2014 года Бородай по собственному желанию подал в отставку с поста председателя Совета министров ДНР, объяснив это следующим образом:
Я объявляю об отставке в связи с переходом на другую работу. Я пришёл как кризисный менеджер, когда ДНР только зарождалась. Теперь ДНР — настоящее государство. Она обладает правительством, вооружёнными силами. Республика стала субъектом международного права. 
 По собственному заявлению после отставки стал генеральным советником нового председателя Совета министров ДНР в ранге его заместителя, пробыв на этом посту до октября 2014 года.
В 2014 году Бородай был включён журналом Foreign Policy в глобальный рейтинг ведущих мировых мыслителей в категорию «Пропагандисты» с пометкой «за то, что поставил на ноги непризнанную республику».
В августе 2015 года возглавил созданный в России «Союз добровольцев Донбасса».

### Депутат Государственной Думы
19 сентября 2021 года победил на выборах в Государственную Думу от Ростовской области по списку партии «Единая Россия».
12 октября 2021 года вошёл в комитет по делам СНГ, евразийской интеграции и связям с соотечественниками (заместитель председателя комитета).

## Санкции
23 февраля 2022 года внесён в санкционные списки стран Евросоюза за действия и политику, которые подрывают территориальную целостность, суверенитет и независимость Украины и ещё больше дестабилизируют Украину.
24 февраля 2022 года включён в санкционный список Канады «близких соратников режима» за голосование о признании независимости «так называемых республик в Донецке и Луганске».
24 марта 2022 года в связи со вторжения России на Украину был включён в санкционный список США за соучастие в «войне Путина» и поддержку усилий Кремля по вторжению в Украину, Госдеп США заявил что депутаты Госдумы используют свои полномочия для преследования инакомыслящих и политических оппонентов, нарушают свободу информации, ограничивают права человека и основные свободы граждан России.
Позднее, по аналогичным основаниям, включён в санкционные списки Австралии, Украины и Новой Зеландии. Ранее, в 2014 году попал под санкции Японии, в 2020 году — Великобритании.

## Публикации
Автор более чем 300 статей и очерков в различных общественно-политических и деловых СМИ.

## Имущество
Согласно данным Центра перспективных оборонных исследований от 2022 года, Бородай является владельцем незадекларированной квартиры в Дубае стоимостью более 400 тыс. долл. По данным совместного расследования «Dubai Unlocked» Центра по исследованию коррупции и организованной преступности 2024 года, Бородай владеет в Дубае апартаментами в комплексе «Maurya», текущей стоимостью 514 тыс. долларов.

## Награды
- Герой Донецкой Народной Республики (4 октября 2014)
- Орден Мужества (октябрь 2023) — за героизм и мужество, проявленные в ходе специальной военной операции[60][61]
- Орден Почёта[62]
- Орден Республики (2025, ДНР)[63]
- Орден «За верность долгу» (май 2016 года, Республика Крым) — за мужество, патриотизм, активную общественно-политическую деятельность, личный вклад в укрепление единства, развитие и процветание Республики Крым[64]
- Почётный гражданин Донецкой Народной Республики (11 мая 2018)[65]
- Нагрудный знак «Доброволец Донбасса»